# Ian Dowling
Pour les articles homonymes, voir Dowling.
Pas d'image ? Cliquez ici

a Compétitions nationales et continentales officielles uniquement.

b Matchs officiels uniquement.
Dernière mise à jour le 20 mai 2025.
Ian Dowling, né le 5 octobre 1982 à Kilkenny (Irlande), est un joueur irlandais de rugby à XV, évoluant au poste de trois-quarts aile. 

## Biographie
Formé au Kilkenny RFC, Ian Dowling commence ensuite sa carrière au niveau amateur avec le Shannon RFC. En 2005, il obtient un contrat professionnel avec la province du Munster en Ligue celtique,.
À la fin de sa première saison avec le Munster, il est titulaire lors de la victoire en finale de Coupe d'Europe 2006 face au Biarritz olympique. Il l'est à nouveau deux ans plus tard, lors de la finale remportée face au Stade toulousain. Il est l'un des deux joueurs, avec Ronan O'Gara, à avoir débuté les deux finales remportées par le Munster.
Il est appelé pour la première fois en équipe d'Irlande, en mai 2008 à l'occasion de la tournée d'été en Océanie. Il n'obtient cependant pas de capes lors de cette tournée. Rappelé en sélection un an plus tard pour une tournée en Amérique du Nord, il connaît sa première sélection le 23 mai 2009 contre le Canada à Vancouver,. Il obtient sa deuxième et dernière cape avec l'Irlande une semaine plus tard face aux États-Unis,.
En avril 2011, après six saisons au Munster, il est contraint de mettre un terme prématuré à sa carrière de joueur à l'âge de 28 ans, à cause d'une blessure à la hanche. Il se reconvertit alors comme kinésithérapeute, exerçant à Limerick.

## Palmarès
- Vainqueur de l'All-Ireland League en 2004 et 2005 avec le Shannon RFC.
- Vainqueur de la Coupe d'Europe en 2006 et 2008 avec le Munster.
- Vainqueur de la Ligue celtique en 2009 et 2011 avec le Munster.